# Kypello Ellados 1998-1999
La Coppa di Grecia 1998-1999 è stata la 57ª edizione del torneo. La competizione è iniziata l'8 novembre 1998 ed è terminato il 5 maggio 1999. L'Olympiacos ha vinto il trofeo per la ventesima volta, battendo in finale il Panathīnaïkos.

## Primo turno
Le partite si sono giocate tra l'8 e il 12 novembre 1998.
| Squadra 1           | Risultato         | Squadra 2            |
| ------------------- | ----------------- | -------------------- |
| Panīleiakos         | 6 – 1             | Agersani Naxos       |
| Apollōn Smyrnīs     | 1 – 2             | Kozani               |
| Marko               | 6 – 2             | Apollōn Kalamarias   |
| Ethnikos Asteras    | 1 – 2             | Eolikos Mytilenes    |
| Rethymniakos        | 2 – 1             | Kilkisiakos          |
| Aetos Skydra        | 0 – 5             | PAOK                 |
| Anagennīsī Karditsa | 4 – 2             | Apollon Kryas Vrysis |
| Panachaïkī          | 2 – 0             | GAS Veria            |
| Karditsa            | 4 – 0             | Levadeiakos          |
| Agios Nikolaos      | 0 – 0 (1 – 4 dtr) | Panaigialeios        |
| Lyki Kalochori      | 2 – 0             | Acaia                |
| Skoda Xanthi        | 2 – 0             | Kallithea            |
| Nikī Volo           | 1 – 2 (dts)       | Ethnikos Pireo       |
| Athīnaïkos          | 2 – 1             | Kastoria             |
| Larissa             | 3 – 0             | Proodeftikī          |
| Ampelokipi          | 3 – 1             | Doxa Dramas          |
| Īraklīs             | 4 – 1             | Nafpaktiakos Asteras |
| Panserraïkos        | 2 – 1 (dts)       | PAS Giannina         |
| Naoussa             | 0 – 2             | Arīs Salonicco       |
| Panaitōlikos        | 2 – 1             | Edessaïkos           |
| Panargeiakos        | 1 – 0             | Trikala              |
| Apollōn Smyrnīs     | 0 – 1             | Kavala               |
| Panelefsiniakos     | 5 – 0             | Preveza              |
| Ialiso Rodi         | 1 – 0             | Keratsini            |
| Pierikos            | 0 – 1 (dts)       | Kalamata             |
| Paniōnios           | 1 – 2 (dts)       | Panathīnaïkos        |
| Olympiacos          | 4 – 2             | Egaleo               |
| Doxa Vyrona         | 1 – 3             | OFI Creta            |
| Olympiakos Volos    | 1 – 1 (3 – 4 dtr) | Ionikos              |
| Poseidon Michaniona | 1 – 0             | AEK Atene            |

## Secondo turno
Le partite sono state giocate il 16 e il 17 dicembre 1998.
| Squadra 1           | Risultato         | Squadra 2           |
| ------------------- | ----------------- | ------------------- |
| Panathīnaïkos       | 2 – 1             | Panelefsiniakos     |
| OFI Creta           | 2 – 3 (dts)       | Ionikos             |
| Eolikos Mytilenes   | 0 – 0 (5 – 4 dtr) | Anagennīsī Karditsa |
| Kalamata            | 2 – 0             | Marko               |
| Poseidon Michaniona | 1 – 1 (8 – 7 dtr) | Panachaïkī          |
| Kavala              | 0 – 3             | Panīleiakos         |
| Karditsa            | 2 – 1             | Panaitōlikos        |
| Panaigialeios       | 1 – 3 (dts)       | PAOK                |
| Larissa             | 1 – 0 (dts)       | Ampelokipi          |
| Lyki Kalochori      | 2 – 1             | Rethymniakos        |
| Panargeiakos        | 1 – 2             | Athīnaïkos          |
| Ialiso Rodi         | 2 – 2 (2 – 4 dtr) | Īraklīs             |
| Skoda Xanthi        | 1 – 0 (dts)       | Ethnikos Pireo      |
| Arīs Salonicco      | 1 – 3             | Olympiacos          |

Passano automaticamente il turno:
| Squadre      |
| ------------ |
| Panserraïkos |
| Kozani       |

## Ottavi di finale
Le partite sono state giocate il 12, il 13 e il 14 gennaio 1999.
| Squadra 1           | Risultato | Squadra 2     |
| ------------------- | --------- | ------------- |
| Ionikos             | 4 – 7     | Olympiacos    |
| Larissa             | 0 – 2     | Athīnaïkos    |
| PAOK                | 0 – 1     | Panserraïkos  |
| Lyki Kalochori      | 5 – 1     | Kozani        |
| Poseidon Michaniona | 1 – 2     | Īraklīs       |
| Skoda Xanthi        | 2 – 0     | Karditsa      |
| Eolikos Mytilenes   | 0 – 3     | Kalamata      |
| Panīleiakos         | 0 – 2     | Panathīnaïkos |

## Quarti di finale
Le partite sono state giocate il 27 gennaio e il 10, l'11, il 17 e il 18 febbraio 1999.
| Squadra 1      | Totale      | Squadra 2     | Andata | Ritorno |
| -------------- | ----------- | ------------- | ------ | ------- |
| Lyki Kalochori | 3 - 4       | Īraklīs       | 1 - 3  | 2 - 1   |
| Panserraïkos   | 0 - 5       | Panathīnaïkos | 0 - 3  | 0 - 2   |
| Olympiacos     | 3 - 2       | Skoda Xanthi  | 3 - 1  | 0 - 1   |
| Athīnaïkos     | 1 - 1 (gfc) | Kalamata      | 0 - 0  | 1 - 1   |

## Semifinali
Le partite sono state giocate il 6, il 7, il 17 e il 18 aprile 1999.
| Squadra 1     | Totale | Squadra 2  | Andata | Ritorno |
| ------------- | ------ | ---------- | ------ | ------- |
| Panathīnaïkos | 8 - 3  | Athīnaïkos | 6 - 1  | 2 - 2   |
| Olympiacos    | 5 - 1  | Īraklīs    | 4 - 0  | 1 - 1   |

## Finale
| Arbitro: | Giorgos Douros (Corinzia) |

|                                  |           |  |
| Mavrogenidis 54’ Ofori-Quaye 90’ | Marcatori |  |